# 極と極線

中心をO、半径をrとする円に関する点Qの極線q。点PはQを円により反転した点でq上にある。OQとqは直交する。

極（きょく、英: Pole）と極線（きょくせん、英: polar, polar line）は、幾何学において、円錐曲線に関する点と直線を指す用語。極は点であることを強調するため極点とも言われる。
与円による極と極線の相反変換（Polar reciprocation）は、点を直線に、直線を点に変換する。

## 性質
極と極線はいくつかの有用な性質を持つ。
- 点Pが直線l上にあるとき、lの極Lは、Pの極線上にある（ラ・イールの定理、La Hire's theorem）[2][8]。
- 点Pが直線l上を動くとき、Pの極線はlの極を中心に回転する。
- 極を通る円錐曲線の2つの接線の接点は極線上にある。
- 円錐曲線上の点の極線は、その点における円錐曲線の接線である。
- 点が自身の極線上にあるならば、その点は円錐曲線上にある。
- どの直線も、退化していない円錐曲線に対して、極を持つ。

## 円の場合
円錐曲線が円である場合は反転と深い関係を持つ。もととなる円をCとする。極線Lの極は、Lの円の中心に最も近い点（円の中心を通る垂線の垂足）をCにおいて反転した点となる。逆に、点Qの極線は、QをCにおいて反転した点Pを通り、直線上の点の中で円の中心と最も近い点がPとなるような直線となる。

点Qの極線q上の点Aの極線aはQを通る。

極と極線の関係は相互的である。点Qの極線q上の点Aの極線aはQを通る。 
円の外側に極Pがある場合、その極線は別の定義をすることもできる。Pを通る円の接線は高々2個存在する。この2接線の接点を通る直線はPの極線となる。この定義から、退化していない円錐曲線に対する極と極線へ一般化することができる。

## 変換

点と直線の双対性の画像。2直線a,kが一点Qを通るとき、 Qの極線qはa,kの極を結んだ直線となる。

極と極線の概念は射影幾何学にも発展できる。例えば、与えられた極と円錐曲線に対する射影調和共役点の集合は極線となる。 点を曲線に置き換える操作、またその逆の操作は極系（polarity）と呼ばれる。
極系は対合として知られる相互関係でもある。
任意の点Pとその極線pについて、p上の他の点QはPを通る直線qの極である。これは相互的な関係を構築し、その逆の操作も相互的になる。

## 円錐曲線への一般化

直線p,l,mはそれぞれ点P,L,Mの極線。

直線p,mはそれぞれ点P,Mの極線。

極と極線の概念は円から円錐曲線（楕円、双曲線、放物線等）へ拡張できる。接続関係や複比、射影変換などに関わる性質は、一般化しても同様に成り立つ。

### 極線の計算
一般化された円錐曲線は平面直交座標系(x , y)で、二次曲線として次の式で表すことができる。
{\displaystyle A_{xx}x^{2}+2A_{xy}xy+A_{yy}y^{2}+2B_{x}x+2B_{y}y+C=0}
ただし{\displaystyle A_{xx},A_{xy},A_{yy},B_{x},B_{y},C}は定数とする。点(ξ, η)の極線の方程式は次の形で与えられる。
{\displaystyle Dx+Ey+F=0\,}
ただし
{\displaystyle {\begin{aligned}D&=A_{xx}\xi +A_{xy}\eta +B_{x}\\E&=A_{xy}\xi +A_{yy}\eta +B_{y}\\F&=B_{x}\xi +B_{y}\eta +C\end{aligned}}}

### 極の計算
直線{\displaystyle Dx+Ey+F=0}の非退化円錐曲線{\displaystyle A_{xx}x^{2}+2A_{xy}xy+A_{yy}y^{2}+2B_{x}x+2B_{y}y+C=0}に関する極は次の2つの過程で求まる。
まず次の式のx,y,zを求める。
{\displaystyle {\begin{bmatrix}x\\y\\z\end{bmatrix}}={\begin{bmatrix}A_{xx}&A_{xy}&B_{x}\\A_{xy}&A_{yy}&B_{y}\\B_{x}&B_{y}&C\end{bmatrix}}^{-1}{\begin{bmatrix}D\\E\\F\end{bmatrix}}}
{\displaystyle \left({\frac {x}{z}},{\frac {y}{z}}\right)}が与えられた直線の極となる。

### 極と極線の関係の表
| 円錐曲線 | 円錐曲線の方程式                                                                  | {\displaystyle P=(x_{0},y_{0})}の極線                             |
| -------- | --------------------------------------------------------------------------------- | ----------------------------------------------------------------- |
| 円       | {\displaystyle x^{2}+y^{2}=r^{2}}                                                 | {\displaystyle x_{0}x+y_{0}y=r^{2}}                               |
| 楕円     | {\displaystyle \left({\frac {x}{a}}\right)^{2}+\left({\frac {y}{b}}\right)^{2}=1} | {\displaystyle {\frac {x_{0}x}{a^{2}}}+{\frac {y_{0}y}{b^{2}}}=1} |
| 双曲線   | {\displaystyle \left({\frac {x}{a}}\right)^{2}-\left({\frac {y}{b}}\right)^{2}=1} | {\displaystyle {\frac {x_{0}x}{a^{2}}}-{\frac {y_{0}y}{b^{2}}}=1} |
| 放物線   | {\displaystyle y=ax^{2}}                                                          | {\displaystyle y+y_{0}=2ax_{0}x}                                  |

| 円錐曲線 | 円錐曲線の方程式                                                                  | 直線u x + v y = wの極                                                   |
| -------- | --------------------------------------------------------------------------------- | ----------------------------------------------------------------------- |
| 円       | {\displaystyle x^{2}+y^{2}=r^{2}}                                                 | {\displaystyle \left({\frac {r^{2}u}{w}},\;{\frac {r^{2}v}{w}}\right)}  |
| 楕円     | {\displaystyle \left({\frac {x}{a}}\right)^{2}+\left({\frac {y}{b}}\right)^{2}=1} | {\displaystyle \left({\frac {a^{2}u}{w}},\;{\frac {b^{2}v}{w}}\right)}  |
| 双曲線   | {\displaystyle \left({\frac {x}{a}}\right)^{2}-\left({\frac {y}{b}}\right)^{2}=1} | {\displaystyle \left({\frac {a^{2}u}{w}},\;-{\frac {b^{2}v}{w}}\right)} |
| 放物線   | {\displaystyle y=ax^{2}}                                                          | {\displaystyle \left(-{\frac {u}{2av}},\;-{\frac {w}{v}}\right)}        |

### 完全四辺形
射影幾何学では、平面上の任意の2直線は必ず交わるとされる。 4つの直線は完全四辺形と呼ばれる四角形を成す。また4点を結ぶ直線の交点は対角点（diagonal point）と呼ばれる。
円錐曲線C上にない点Zを与え、Zを通る2つCの割線を作る。割線とCの交点A,B,D,Eから完全四辺形を作る。するとZはこの完全四辺形の対角点の一つとなる。他の二つの対角点を結ぶ直線はZの極線となる（ブロカールの定理、Brocard's theorem）。

## 応用
極と極線は、元はジョセフ・ジェルゴンヌがアポロニウスの問題を解くために定義したものである。
平面力学において pole（極）は回転の中心、polar は力線、conic は慣性の質量行列の役割を果たす。pole と polar の関係は剛体の打撃の中心の定義で使用される。極が hinge point ならば、極線は螺旋理論における percussion line となる。